# Paolo Piras
Paolo Piras (Oristano, 4 aprile 1951) è un ex calciatore italiano, di ruolo attaccante.

## Carriera
Ha giocato quattro stagioni in Serie B, collezionando 49 presenze  e 20 reti in questa categoria con le maglie di Arezzo, Palermo e Lecce. In tutta la sua carriera ha segnato 104 gol.